# Ophiophragmus moorei
Ophiophragmus moorei is een slangster uit de familie Amphiuridae.
De wetenschappelijke naam van de soort werd in 1965 gepubliceerd door Lowell P. Thomas.